# Zinkmelanterit
Zinkmelanterit ist ein sehr selten vorkommendes Mineral aus der Mineralklasse der „Sulfate (und Verwandte, siehe Klassifikation)“ mit der idealisierten chemischen Zusammensetzung Zn[SO4]·7H2O und damit chemisch gesehen ein wasserhaltiges Zinksulfat, genauer dessen Heptahydrat. Da bei natürlich entstandenen Zinkmelanteriten meist ein geringer Anteil Zink durch Eisen (Fe2+) und/oder Kupfer (Cu) ersetzt (substituiert) ist, wird die Formel in verschiedenen Quellen auch mit (Zn,Fe2+)[SO4]·7H2O bzw. mit (Zn,Cu,Fe2+)[SO4]·7H2O angegeben. Um als Zinkmelanterit eingestuft zu werden, muss Zink allerdings immer den Hauptbestandteil in der Verbindung bilden.
Zinkmelanterit kristallisiert im monoklinen Kristallsystem und entwickelt kurzprismatische Kristalle bis etwa 1,88 mm Größe mit einem harz- bis glasähnlichem Glanz auf den Oberflächen, findet sich aber auch in Form von Stalaktiten, krustigen Überzügen oder körnigen bis massigen Mineral-Aggregaten. Die durchsichtigen bis durchscheinenden Kristalle sind von gelblichgrüner bis apfelgrüner oder grünlichblauer Farbe und erscheinen im Durchlicht sehr hellgrünlichblau. Die Strichfarbe von Zinkmelanterit ist dagegen weiß.

## Etymologie und Geschichte
Erstmals entdeckt wurde Zinkmelanterit im Sommer 1916 durch Esper S. Larsen in der Good Hope Mine nahe der Ortschaft Vulcan im Gunnison County des US-Bundesstaates Colorado. Die Erstbeschreibung des Minerals erfolgte 1920 durch Larsen und M. L. Glenn, die aufgrund seines chemischen Hauptbestandteils Zink, dem ebenfalls relevanten Gehalt an Kupfer und seiner Verwandtschaft zum Melanterit zunächst den Namen Zink-Kupfer-Melanterit vorschlugen. Ihren Analysen zufolge besteht der Kationenanteil (R) hauptsächlich aus Zn und Cu, wobei Zn molekular überwiegt. Die Oxidformel wird in der Erstbeschreibung allgemein mit RO·SO3·7H2O beziehungsweise genauer mit (Zn,Cu,Fe)O·SO3·7H2O mit einem Stoffmengenverhältnis von Zn : Cu : Fe = 100 : 98 : 19 angegeben. Larsen und Glenn grenzen die Zusammensetzung für einen Zink-Melanterit allerdings dahingehend ein, dass das molekulare Verhältnis ZnO zu CuO größer als 3 : 1 sein sollte.
Eine Neuanalyse von Tiegeng Liu, Guohong Gong, Lin Ye 1995 an zwei Proben aus Lüeyang (Leh-Yang) im Süden der chinesischen Provinz Shaanxi ergab dagegen die Zusammensetzung von 16,07 bis 16,63 % ZnO sowie 8,41 bis 9,30 % FeO. Der Anteil an CuO lag bei unter 0,01 %. Tiegeng Liu, Guohong Gong und Lin Ye korrigierten daher die idealisierte chemische Formel für Zink-Melanterit zu (Zn,Fe)SO4·7H2O.
Die Erstbeschreibung von Zink-Melanterit erfolgte bereits vor der Gründung der International Mineralogical Association (IMA) und das Mineral wurde in der Fachwelt meist anerkannt, auch wenn es in den Mineralogischen Tabellen von Strunz und Tennyson 1982 als Mischkristall innerhalb der Melanterit-Reihe aufgeführt wird.
Als sogenanntes grandfathered Mineral wurde die Anerkennung als eigenständige Mineralart von der Commission on new Minerals, Nomenclature and Classification (CNMNC) übernommen. Der Zwei-Wort-Name Zink-Melanterit wurde allerdings mit der 2008 erfolgten Publikation „Tidying up Mineral Names: an IMA-CNMNC Scheme for Suffixes, Hyphens and Diacritical marks“ bereinigt und das Mineral in Zinkmelanterit umbenannt (renamed, Rn).
Das Typmaterial des Minerals wird im National Museum of Natural History in Washington, D.C., USA unter der Katalog-Nr. 93244 aufbewahrt.

## Klassifikation
In der veralteten 8. Auflage der Mineralsystematik nach Strunz gehörte der Zinkmelanterit zur Mineralklasse der „Sulfate, Chromate, Molybdate und Wolframate“ und dort zur Abteilung „Wasserhaltige Sulfate ohne fremde Anionen“, wo er gemeinsam mit Bieberit, Boothit, Mallardit und Melanterit in der „Melanterit-Reihe“  mit der Systemnummer VI/C.03c steht.
Im zuletzt 2018 überarbeiteten „Lapis-Mineralienverzeichnis“, das sich im Aufbau noch nach der alten Form der Systematik von Karl Hugo Strunz richtet, erhielt das Mineral die System- und Mineralnummer VI/C.06-050. In der „Lapis-Systematik“ entspricht dies ebenfalls der Abteilung „Wasserhaltige Sulfate, ohne fremde Anionen“, wo Zinkmelanterit zusammen mit Alpersit, Bieberit, Boothit, Mallardit und Melanterit die „Melanteritgruppe“ mit der Systemnummer VI/C.06 bildet.
Auch die von der International Mineralogical Association (IMA) zuletzt 2009 aktualisierte 9. Auflage der Strunz’schen Mineralsystematik ordnet den Zinkmelanterit in die Abteilung „Sulfate (Selenate usw.) ohne zusätzliche Anionen, mit H2O“ ein. Diese ist allerdings weiter unterteilt nach der relativen Größe der beteiligten Kationen, so dass das Mineral entsprechend seiner Zusammensetzung in der Unterabteilung „Mit ausschließlich mittelgroßen Kationen“ zu finden, wo es zusammen mit Alpersit, Bieberit, Boothit, Mallardit und Melanterit die „Melanteritgruppe“ mit der Systemnummer 7.CB.35 bildet.
In der vorwiegend im englischen Sprachraum gebräuchlichen Systematik der Minerale nach Dana hat Zinkmelanterit die System- und Mineralnummer 29.06.10.03. Das entspricht der Klasse der „Sulfate, Chromate und Molybdate“ und dort der Abteilung „Wasserhaltige Säuren und Sulfate“. Hier findet er sich innerhalb der Unterabteilung „Wasserhaltige Säuren und Sulfate mit AXO4 × x(H2O)“ in der „Melanteritgruppe (Heptahydrate, monoklin: P21/c)“, in der auch Melanterit, Boothit, Bieberit, Mallardit und Alpersit eingeordnet sind.

## Kristallstruktur
Zinkmelanterit kristallisiert monoklin in der Raumgruppe P21/c (Raumgruppen-Nr. 14) mit den Gitterparametern a = 13,88 Å; b = 6,39 Å; c = 11,39 Å und β = 102,1° sowie 4 Formeleinheiten pro Elementarzelle.

## Eigenschaften
An der Luft dehydratisiert Zinkmelanterit wie alle wasserhaltigen Sulfate schnell.

## Modifikationen und Varietäten
Die Verbindung Zn[SO4]·7H2O ist dimorph und kommt neben dem monoklin kristallisierenden Zinkmelanterit noch als orthorhombisch kristallisierender Goslarit vor.

## Bildung und Fundorte
Zinkmelanterit bildet sich in der Oxidationszone von pyritischen Erz-Lagerstätten. Als Begleitminerale treten neben diesem unter anderem noch Sphalerit und Chalkopyrit auf.
Als sehr seltene Mineralbildung ist Zinkmelanterit bisher nur in wenigen Proben aus weniger als 10 Fundorten bekannt (Stand 2018). Neben seiner Typlokalität Good Hope Mine und in der nahe gelegenen Vulcan Mine in Colorado trat das Mineral in den Vereinigten Staaten von Amerika noch in der Santa Rosa Mine bei Malpais Mesa in den Inyo Mountains im gleichnamigen County von Kalifornien sowie bei Santa Rita im Grant County von New Mexico auf.
Daneben fand man Zinkmelanterit noch bei Lüeyang in der chinesischen Provinz Shaanxi, in den Kamariza-Minen bei Agios Konstantinos sowie im Bergbaurevier Lavrio in der griechischen Region Attika, im Tagebau Sar Cheshmeh nahe Rafsandschan in der iranischen Provinz Kerman und in der Johkoku Mine bei Kaminokuni auf der japanischen Halbinsel Oshima (Hokkaidō).
Ein weiterer möglicher Fund in der Santa Elena Mine bei Calingasta in der argentinischen Provinz San Juan wurde bisher nicht bestätigt.